# Todi Lubonja
Todi Lubonja (* 13. Februar 1923 in Elbasan; † 19. November 2005 in Tirana) war ein albanischer Journalist und Politiker der Partei der Arbeit Albaniens (PAA, albanisch PPSh). Er war Generaldirektor der Radio- und Fernsehanstalt Albaniens. Als eines der ersten Opfer der Säuberungsaktionen des Diktators Enver Hoxha in den 70er und 80er Jahren wurde er 1972 entlassen und danach inhaftiert.

## Biografie
In seiner Jugend arbeitete Lubonja während des Zweiten Weltkrieges in der kommunistischen Widerstandsbewegung. Nach der Gründung der Volksrepublik Albanien war er nach anfänglicher Tätigkeit in der Kommunikationssphäre von 1951 bis 1953 Erster Sekretär der PAA-Kreisleitung Elbasan, von 1953 bis 1954 Vorsitzender des Jugendverbandes der PAA, von 1954 bis 1955 Erster Sekretär der Kreisleitung Kukës der PAA und danach bis 1964 wieder Vorsitzender des Jugendverbandes.
Lubonja wurde 1958 zum Abgeordneten der Volksversammlung (Kuvendi Popullor) gewählt und gehörte dieser als Vertreter für den Kreis Elbasan von der vierten bis zum Ende der sechsten Wahlperiode 1970 an. 
Daneben war er Mitglied des Präsidiums der Volksversammlung, dem kollektiven Gremium des Staatsoberhauptes, sowie Mitglied des Zentralkomitees (ZK) der PPSh.
Von 1964 bis 1970 war er Chefredakteur des Parteiorgans Zëri i popullit (zentrale Parteizeitung der PAA). In dieser Funktion war er täglichem Druck der Partei- und Staatsführung, insbesondere des Ministerpräsidenten Mehmet Shehu, sowie beständigen Zensurbestrebungen ausgesetzt, die jegliche Kritiken an Problemen der Entwicklung des Landes unterbanden. Er selbst empfand diese Periode als stark belastend. Intrigen gegen ihn führten dazu, dass er abgelöst und in eine leitende Funktion im Kreis Korça versetzt wurde, was das Misstrauen seitens der Parteiführung offenbarte. In Korça selbst stand er unter fester Kontrolle durch den 1. Kreissekretär Mihallaq Ziçishti, ehemals langjähriger Leiter des Sicherheitsdienstes Sigurimi, und die örtlichen Sigurimibehörden.
1970 wurde er Generaldirektor der Radio- und Fernsehanstalt Albaniens (RTSh). Im Dezember 1972 wurde er entlassen, weil er neben Fadil Paçrami, Sekretär der lokalen Organisation der PAA in Tirana, im Dezember 1972 zu den Verantwortlichen für die Durchführung des XI. Festivali i Këngës gehörte. Bei diesem Musikfestivals wurde erstmals westlich geprägte Musik gespielt, und die Künstler trugen moderne Kleidung in westlichem Stil. Dies führte zur Kritik innerhalb der Führung der PAA. Auf dem 4. Plenum des ZK der PAA, das vom 26. Juni bis zum 28. Juni 1973 stattfand, wurde er zusammen mit Fadil Paçrami wegen angeblicher parteifeindlicher und liberaler Haltung hart kritisiert. Beiden wurde vorgeworfen, die sozialistische Parteidisziplin zu untergraben.  Nach seiner Ablösung musste Lubonja in einem Baubetrieb in Lezha arbeiten, wo er im Juni 1974 verhaftet wurde. Bis 1987 war er im Gefängnis Burrel inhaftiert. Die Verhaftungen von Lubonja und Paçrami lösten in der intellektuellen Kulturszene einen Schock aus.
Wie bei anderen ehemaligen führenden Politikern wurde auch Lubonjas Familie interniert. Seine Frau Liri Lubonja Ferra (1926–2021), eine Historikerin und Publizistin, lebte mit dem Sohn Agim bis 1982 in Lezha, dann in Fishta und Malecaj. Todi Lubonja selbst wurde nach seiner Festnahme zu 15 Jahren Freiheitsstrafe verurteilt. Ihm wurde vorgeworfen, ein rechtsgerichteter Abweichler und parteifeindliches Element zu sein, der offensichtlich liberale und opportunistische Ansichten sowie ausländische Einflüsse unterstützt hat und der feindliche Führungsmethoden benutzte. Sein Sohn, der Schriftsteller Fatos Lubonja, der seine Gegnerschaft zum Hoxha-Regime offen bekannte, wurde ebenfalls verhaftet, vor Gericht gestellt und 1974 zu fünf Jahren Gefängnis verurteilt. Beim Prozess wurde er beschuldigt, einem pro-sowjetischen Kreis anzugehören, und seine Haft wurde um 20 Jahre verlängert. Erst nach 19 Jahren Haft kam Fatos Lubonja nach dem Zusammenbruch des Kommunismus 1991 frei.
Nach seiner Entlassung aus der Haft 1987 war Todi Lubonja mit seiner Frau im Dorf Malecaj bei Shkodra interniert. Mit Mühe erreichte er während des Zusammenbruchs des alten Regimes die Möglichkeit, 1990 wieder nach Tirana zurückzukehren.

## Werke
Zu seinen wichtigen Veröffentlichungen gehören Nën peshën e dhunës, Ankthi pa fund i lirisë sowie Pse hesht shtëpia e muzikës.